# Jan Brzechwa
Jan Brzechwa ( phát âm tiếng Ba Lan:  [ˈbʐɛxfa] ), ông có bút danh là "Szer-Szeń" và "Inspicjent Brzeszczot". Ông sinh ngày 15 tháng 8 năm 1898 tại Żmerynka và mất ngày 2 tháng 7 năm 1966 tại Warsaw. Ông là nhà thơ và luật sư người Ba Lan gốc Do Thái, là tác giả của các truyện cổ tích và thơ cho trẻ em, các bài viết châm biếm cho người lớn, và cũng là một dịch giả của văn học Nga. Ông sinh ra là Jan Wiktor Lesman trong một gia đình Ba Lan gốc Do Thái.

## Tiểu sử và gia đình
Brzechwa sinh ra ở Żmerynka , Podolia. Cha ông là một kỹ sư đường sắt và ông đã dành cả tuổi trẻ của mình để đi du lịch vòng quanh miền Đông Ba Lan (" Kresy ") với gia đình. Brzechwa học tại trường cao đẳng ở Chyrów, ( Khyriv ngày nay ở Ukraine), và khi chuyển từ Podolia đến Warsaw, ông tốt nghiệp Trường Luật tại Đại học Warsaw. Trong Chiến tranh Ba Lan-Liên Xô, ông tình nguyện gia nhập Trung đoàn Bộ binh 36 của Quân đoàn Bộ binh Học thuật, là tình nguyện viên tham gia cuộc chiến Ba Lan-Bolshevik năm 1920–1921 và được trao giải thưởng vì những đóng góp của ông trong quân đội. Sự nghiệp viết lách của ông chính thức bắt đầu vào năm 1920 trên các tạp chí hài hước. Ông đã làm việc với tư cách là luật sư cho Hiệp hội các tác giả và nhà soạn nhạc Ba Lan (ZAIKS), chuyên môn của ông đặc biệt chuyên sâu và xuất sắc về luật bản quyền.
Brzechwa là cháu trai của nhà xuất bản và bán sách Warsaw Bernard Lesman, đồng thời là em họ của một nhà thơ Ba Lan nổi tiếng khác, Bolesław Leśmian . Brzechwa đã kết hôn ba lần. Người vợ đầu tiên là Maria Sunderland, người thứ hai là Karolina Lentowa, và người thứ ba là Janina Magajewska (1915–1989). Con gái duy nhất của ông, Krystyna Brzechwa (sinh năm 1928), là một họa sĩ, tốt nghiệp Học viện Mỹ thuật ở Warsaw.
Ông qua đời vào ngày 2 tháng 7 năm 1966 tại Warsaw. Ông được chôn cất tại Nghĩa trang Quân đội Powązki.

## Sự nghiệp

### Sự nghiệp văn học
Jan Brzechwa là bút danh của nhà văn. Cái tên Brzechwa dịch thành ' fletching ' (phần đuôi của một mũi tên). Thơ của ông chủ yếu được viết theo phong cách du dương của thể thơ 8 âm tiết, cấu trúc nhịp điệu phổ biến nhất trong số các biến thể văn phong của Ba Lan.
Năm 1926, ông xuất bản Oblicza zmyślone ("Những hình ảnh tưởng tượng"), tập thơ đầu tiên của mình. Tập thơ đầu tiên của ông viết cho thiếu nhi Tańcowała igła z nitką ("Múa kim với sợi chỉ") được xuất bản năm 1937. Một trong số các tác phẩm nổi tiếng nhất của ông là Chrząszcz ( Con bọ ), một bài thơ bao gồm các cụm từ khó phát âm nhất trong Văn học Ba Lan. Brzechwa cũng nổi tiếng tại Ba Lan với các tác phẩm thơ dành cho thiếu nhi.
Brzechwa cũng viết một loạt series dài kì dành cho trẻ em kể về cuộc phiêu lưu của Pan Kleks, hiệu trưởng một học viện phép thuật, và các học sinh của mình. Nhiều cuốn sách về Kleks và các tình tiết mấu chốt trong Kleks series đã được dựng thành một loạt phim vào những năm 1980, trong khi bài thơ Pchła Szachrajka ( Cuộc phiêu lưu của một con bọ chét lừa đảo) được phát triển thành phim hoạt hình vào năm 1989.
Nhiều văn bản của Brzechwa đã được Walter Whipple dịch sang tiếng Anh, nhưng đến năm 2004, chúng vẫn chưa được xuất bản.
Ông là dịch giả văn học Nga, ông dịch các tác phẩm của Aleksandr Pushkin, Sergey Yesienin và Vladimir Mayakovskiy sang tiếng Ba Lan.

## Giải thưởng
- Năm 1953 - Krzyż Oficerski Orderu Odrodzenia Polski [4]
- Năm 1955 - Huân chương Kỷ niệm 10 năm Nhân dân Ba Lan [5]
- Năm 1964 - Huân chương Lao động hạng nhất  [6] | Jan Brzechwa (1964) | Jan Brzechwa (1964) |
| ------------------- | ------------------- |
|                     |                     |

## Tác phẩm
- 1926 – Oblicza zmyślone
- 1929 – Talizmany
- 1932 – Trzeci krąg
- 1935 – Piołun i obłok
- 1938 – Tańcowała igła z nitką (với những bài thơ khác như "Tomato", "Żuraw i heron" hoặc "Na stereanie")
- 1939 – Kaczka Dziwaczka (với các bài thơ khác như "Znaki przestankowe" hay "Sójka")
- 1945 – Baśń o korsarzu Palemonie
- 1946 – Akademia pana Kleksa
- 1946 – Pan Drops i jego trupa
- 1946 – Przygody Pchły Szachrajki
- 1946 – Ptasie plotki
- 1946 – Opowiedział dzięcioł sowie
- 1947 – Baśń o stalowym jeżu (Łódź 1947, minh họa bởi Anna Chamiec )
- 1948 – Na wyspach Bergamutach
- 1948 – Przygody rycerza Szaławiły
- 1951 – Uczymy się chodzić
- 1953 – Teatr Pietruszki
- 1953 – Brzechwa dzieciom
- 1953 – Wagary
- 1953 – Szelmostwa lisa Witalisa
- 1954 – Bajki i baśnie
- 1955 – Rozstrzygnięcie konkursu
- 1955 – Wiersze wybrane
- 1957 – Magik
- 1958 – Wyssane z nogi
- 1958 – Sto bajek
- 1958 – Gdy owoc dojrzewa – một cuốn tiểu thuyết dựa trên mô típ tự truyện
- 1961 – Podróże pana Kleksa
- 1964 – Śmiechu warte
- 1965 – Od baśni do baśni
- 1965 – Tryumf pana Kleksa
- 1967 – Miejsce dla kpiarza
- 1968 – Opowiadania drastyczne
- 1968 – Liryka mego życia